# さいたま市立大宮八幡中学校
さいたま市立大宮八幡中学校（さいたましりつ おおみややはたちゅうがっこう）は、埼玉県さいたま市見沼区大字南中丸にある公立中学校。

## 沿革
- 1991年（平成3年）
  - 4月1日 - 大宮市立八幡中学校開校。
  - 6月8日 - 開港記念日制定。
  - 7月3日 - 制服制定。
  - 7月19日 - 校章制定。
  - 10月7日 - 校歌制定。
  - 11月26日 - 校旗制定。
  - 12月10日 - 体育倉庫、部室完成。
- 1992年（平成4年）3月4日 -  テニスコート完成。
- 2000年（平成12年）11月4日 - 開校10周年記念式典挙行。
- 2001年（平成13年）5月1日 - 3市合併に伴い、校名をさいたま市立大宮八幡中学校に改称[注釈 1]。
- 2010年（平成22年）11月12日 - 開校20周年記念式典挙行。
- 2016年（平成28年）10月22日 - 「埼玉・教育ふれあい賞」受賞。
- 2017年（平成29年）
  - 3月6日 - 文部科学大臣「優秀教職員」（教職員組織）表彰。
  - 3月14日 - ユネスコスクール加盟。
- 2021年（令和3年）11月28日 - 開校30周年記念式典挙行。

出典：

## 部活動

### 運動部
- 軟式野球部
- サッカー部
- 陸上競技部
- 男子卓球部
- 女子卓球部
- 男子ソフトテニス部
- 女子ソフトテニス部
- 剣道部
- バドミントン部
- 男子バスケットボール部
- 女子バスケットボール部

### 文化部
- 吹奏楽部
- 美術部
- 自然科学部

出典：